# ホイットニー・ヒューストン I WANNA DANCE WITH SOMEBODY
『ホイットニー・ヒューストン I WANNA DANCE WITH SOMEBODY』（ホイットニー・ヒューストン アイ・ワナ・ダンス・ウィズ・サムバディ、原題：I Wanna Dance with Somebody）は、2022年のアメリカ合衆国の伝記映画。
人気歌手ホイットニー・ヒューストンの生涯を描く。ケイシー・レモンズ監督、『ボヘミアン・ラプソディ』のアンソニー・マクカーテン脚本。

## ストーリー
ホイットニーは、歌手である母親シシーの指導のもと、幼い頃から教会でゴスペルを歌っていた。1985年、22才の時に音楽プロデューサーのクライブ・デイビスに見い出され、瞬く間にトップ歌手の座を掴むと、父親ジョンをマネージャーとし、兄弟やその家族まで養う立場となった。
女学校時代の親友で後にアシスタントとなるロビン・クロフォードとは同性愛の関係にあったが、ジャーメイン・ジャクソンやR&Bの歌手ボビー・ブラウンとも交際するホイットニー。主演した映画『ボディーガード』ではサウンド・トラックが驚異的にヒットし、1992年にはボビー・ブラウンと結婚して一人娘にも恵まれた。
夫のボビーは浮気や裁判沙汰を繰り返し、マネージャーである父親は湯水のように金を浪費してホイットニーを苦しめた。それでも幸せな家族像を追い求め続けたホイットニーは、2000年に大麻所持で逮捕され、保護観察による治療を言い渡された。

2006年に離婚が成立し、2009年に復帰するホイットニー。だが、「ザ・ボイス」と讃えられた声量は戻らなかった。2012年、滞在先のホテルで風呂の準備をしながら、全盛期のコンサートに思いを馳せる48才のホイットニー。バスタブに沈んだ姿で発見された彼女の死因は、コカイン摂取による溺死と発表された。

## キャスト
※括弧内は日本語吹替。
- ホイットニー・ヒューストン: ナオミ・アッキー（田村睦心）
- クライヴ・デイヴィス: スタンリー・トゥッチ（ふくまつ進紗） - ホイットニーのプロデューサー。
- ボビー・ブラウン: アシュトン・サンダース（野津山幸宏） - ホイットニーの夫。人気歌手。
- シシー・ヒューストン（英語版）: タマラ・チュニー（英語版）（唐沢潤） - ホイットニーの母。歌手。
- ロビン・クロフォード（英語版）: ナフェッサ・ウィリアムズ（英語版）（金田愛） - ホイットニーの親友でアシスタント。
- ジョン・ヒューストン: クラーク・ピータース - ホイットニーの父。
- ボビ・クリスティナ・ブラウン（英語版）: ブリア・ダニエル・シングルトン - ホイットニーとボビーの娘。

## 作品の評価
Rotten Tomatoesによれば、132件の評論のうち高評価は43%にあたる57件で、平均点は10点満点中5.3点、批評家の一致した見解は「後世に残すために新たに作られたウィキペディア風伝記映画で、面白くなくはない『ホイットニー・ヒューストン I WANNA DANCE WITH SOMEBODY』は、ホイットニー・ヒューストンと一緒にステージに立ったものの、実際には一緒に踊ることはできなかったような気分にさせてくれる。」となっている。
Metacriticによれば、44件の評論のうち、高評価は12件、賛否混在は26件、低評価は6件で、平均点は100点満点中51点となっている。